# Olympische Sommerspiele 2016/Leichtathletik – 4 × 100 m (Männer)

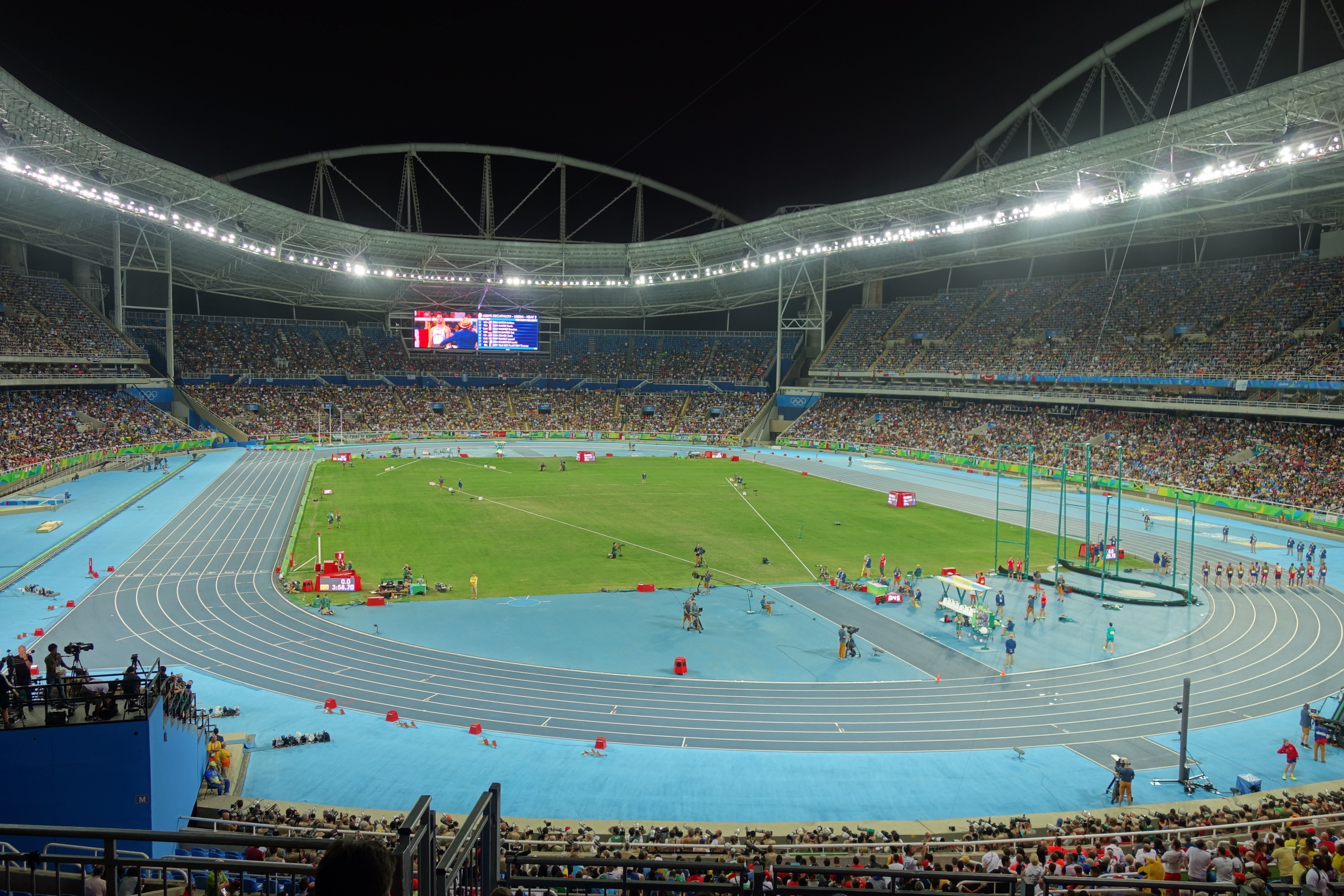
Innenraum des Estádio Olímpico João Havelange während der Spiele von Rio

Die 4-mal-100-Meter-Staffel der Männer bei den Olympischen Spielen 2016 in Rio de Janeiro wurde am 18. und 19. August 2016 im Estádio Olímpico João Havelange ausgetragen. In sechzehn Staffeln nahmen sechzig Athleten teil.
Die Goldmedaille gewann die Staffel Jamaikas in der Besetzung Asafa Powell, Yohan Blake (Finale), Nickel Ashmeade und Usain Bolt (Finale) sowie den im Vorlauf außerdem eingesetzten Jevaughn Minzie und Kemar Bailey-Cole.
Silber ging an Japan (Ryōta Yamagata, Shōta Iizuka, Yoshihide Kiryū, Asuka Cambridge).
Bronze errang das Team aus Kanada mit Akeem Haynes, Aaron Brown, Brendon Rodney und Andre De Grasse sowie dem im Vorlauf außerdem eingesetzten Mobolade Ajomale.
Auch die in den Vorläufen eingesetzten Läufer aus Jamaika und Kanada erhielten jeweils entsprechendes Edelmetall. Rekorde dagegen standen nur den tatsächlich eingesetzten Läufern zu.
Die deutsche Staffel schied in der Vorrunde aus.

Staffeln aus der Schweiz, Österreich und Liechtenstein nahmen nicht teil.

## Aktuelle Titelträger
| Olympiasieger                         | Jamaika             | 36,84 s | London 2012    |
| Weltmeister                           | Jamaika             | 37,36 s | Peking 2015    |
| Europameister                         | Großbritannien      | 38,17 s | Amsterdam 2016 |
| Nord-/Zentralamerika-/Karibik-Meister | USA                 | 38,07 s | San José 2015  |
| Südamerika-Meister                    | Ecuador             | 39,94 s | Lima 2015      |
| Asienmeister                          | Volksrepublik China | 39,04 s | Wuhan 2015     |
| Afrikameister                         | Südafrika           | 38,84 s | Durban 2016    |
| Ozeanienmeister                       | Fidschi             | 40,98 s | Cairns 2015    |

## Rekorde

### Bestehende Rekorde
| Weltrekord         | Jamaika (Nesta Carter, Michael Frater, Yohan Blake, Usain Bolt) | 36,84 s | Finale OS London, Großbritannien | 11. August 2012 |
| Olympischer Rekord | Jamaika (Nesta Carter, Michael Frater, Yohan Blake, Usain Bolt) | 36,84 s | Finale OS London, Großbritannien | 11. August 2012 |

Der bestehende Olympiarekord, gleichzeitig Weltrekord, wurde bei diesen Spielen nicht erreicht. Im schnellsten Rennen, dem Finale am 19. August, verfehlte die siegreiche Staffel aus Jamaika mit 37,27 s diesen Rekord um 43 Hundertstelsekunden.

### Rekordverbesserungen
Der asiatische Kontinentalrekord wurde dreimal verbessert, vier weitere Landesrekorde wurden aufgestellt.
- Kontinentalrekorde:
  - 37,82 s – Volksrepublik China (Tang Xingqiang, Xie Zhenye, Su Bingtian, Zhang Peimeng), erster Vorlauf am 18. August
  - 37,68 s – Japan (Ryōta Yamagata, Shōta Iizuka, Yoshihide Kiryū, Asuka Cambridge), zweiter Vorlauf am 18. August
  - 37,60 s – Japan (Ryōta Yamagata, Shōta Iizuka, Yoshihide Kiryū, Asuka Cambridge), Finale am 19. August
- Landesrekorde:
  - 38,30 s – Türkei (İzzet Safer, Jak Ali Harvey, Emre Zafer Barnes, Ramil Guliyev), erster Vorlauf am 18. August
  - 37,64 s – Kanada (Akeem Haynes, Aaron Brown, Brendon Rodney, Andre De Grasse), Finale am 19. August

Anmerkung:
Alle Zeitangaben sind auf die Ortszeit Rio (UTC-3) bezogen.

## Vorrunde
Die Vorrunde wurde in zwei Läufen durchgeführt. Für das Finale qualifizierten sich pro Lauf die ersten drei Staffeln (hellblau unterlegt). Darüber hinaus kamen die beiden nachfolgend zeitschnellsten Teams, die sogenannten Lucky Loser (hellgrün unterlegt), weiter.

### Lauf 1
18. August 2016, 11:40 Uhr
| Platz | Nation                  | Besetzung                                                                   | Zeit (s) | Anmerkung                                       |
| ----- | ----------------------- | --------------------------------------------------------------------------- | -------- | ----------------------------------------------- |
| 1     | USA                     | Mike Rodgers Christian Coleman (Vorlauf) Tyson Gay Jarrion Lawson (Vorlauf) | 37,65    |                                                 |
| 2     | Volksrepublik China     | Tang Xingqiang Xie Zhenye Su Bingtian Zhang Peimeng                         | 37,82    | AS                                              |
| 3     | Kanada                  | Akeem Haynes Aaron Brown Brendon Rodney Mobolade Ajomale (Vorlauf)          | 37,89    |                                                 |
| 4     | Türkei                  | İzzet Safer Jak Ali Harvey Emre Zafer Barnes Ramil Guliyev                  | 38,30    | NR                                              |
| 5     | Frankreich              | Marvin René Stuart Dutamby Méba-Mickaël Zézé Jimmy Vicaut                   | 38,35    |                                                 |
| 6     | Antigua und Barbuda     | Chavaughn Walsh Cejhae Greene Jared Jarvis Tahir Walsh                      | 38,44    |                                                 |
| 7     | St. Kitts und Nevis     | Jason Rogers Kim Collins Allistar Clarke Antoine Adams                      | 39,81    |                                                 |
| DSQ   | Dominikanische Republik | Mayobanex de Óleo Yohandris Andújar Stanly del Carmen Yancarlos Martínez    |          | Weltleichtathletikverband Regel 162.7 Fehlstart |

### Lauf 2
18. August 2016, 11:48 Uhr
| Platz | Nation              | Besetzung                                                                         | Zeit (s) | Anmerkung |
| ----- | ------------------- | --------------------------------------------------------------------------------- | -------- | --------- |
| 1     | Japan               | Ryōta Yamagata Shōta Iizuka Yoshihide Kiryū Asuka Cambridge                       | 37,68    | AS        |
| 2     | Jamaika             | Jevaughn Minzie (Vorlauf) Asafa Powell Nickel Ashmeade Kemar Bailey-Cole (Vorlau) | 37,94    |           |
| 3     | Trinidad und Tobago | Keston Bledman Rondel Sorrillo Emmanuel Callender Richard Thompson                | 37,96    |           |
| 4     | Großbritannien      | Richard Kilty Harry Aikines-Aryeetey James Ellington Chijindu Ujah (Vorlauf)      | 38,06    |           |
| 5     | Brasilien           | Ricardo de Souza Vitor Hugo dos Santos Bruno de Barros Jorge Vides                | 38,19    |           |
| 6     | Deutschland         | Julian Reus Sven Knipphals Robert Hering Lucas Jakubczyk                          | 38,26    |           |
| 7     | Kuba                | César Ruiz Roberto Skyers Reynier Mena Yaniel Carrero                             | 38,47    |           |
| 8     | Niederlande         | Solomon Bockarie Hensley Paulina Liemarvin Bonevacia Giovanni Codrington          | 38,53    |           |

## Finale
19. August 2016, 22:35 Uhr
| Platz | Nation              | Besetzung | Zeit (s) | Anmerkung                                                           |
| ----- | ------------------- | --- | -------- | ------------------------------------------------------------------- |
| 1     | Jamaika             | Asafa Powell Yohan Blake (Finale) Nickel Ashmeade Usain Bolt (Finale) im Vorlauf außerdem: Jevaughn Minzie Kemar Bailey-Cole | 37,27    |                                                                     |
| 2     | Japan               | Ryōta Yamagata Shōta Iizuka Yoshihide Kiryū Asuka Cambridge                                                                  | 37,60    | AS                                                                  |
| 3     | Kanada              | Akeem Haynes Aaron Brown Brendon Rodney Andre De Grasse (Finale) im Vorlauf außerdem: Mobolade Ajomale                       | 37,64    | NR                                                                  |
| 4     | Volksrepublik China | Tang Xingqiang Xie Zhenye Su Bingtian Zhang Peimeng                                                                          | 37,90    |                                                                     |
| 5     | Großbritannien      | Richard Kilty Harry Aikines-Aryeetey James Ellington Adam Gemili (Finale) im Vorlauf außerdem: Chijindu Ujah                 | 37,98    |                                                                     |
| 6     | Brasilien           | Ricardo de Souza Vitor Hugo dos Santos Bruno de Barros Jorge Vides                                                           | 38,41    |                                                                     |
| DSQ   | Trinidad und Tobago | Keston Bledman Rondel Sorrillo Emmanuel Callender Richard Thompson                                                           |          | Weltleichtathletikverband Regel 163.3 Bahnübertreten                |
| DSQ   | USA                 | Mike Rodgers Justin Gatlin (Finale) Tyson Gay Trayvon Bromell (Finale) im Vorlauf außerdem: Christian Coleman Jarrion Lawson |          | Weltleichtathletikverband Regel 170.7 Überschreiten der Wechselzone |

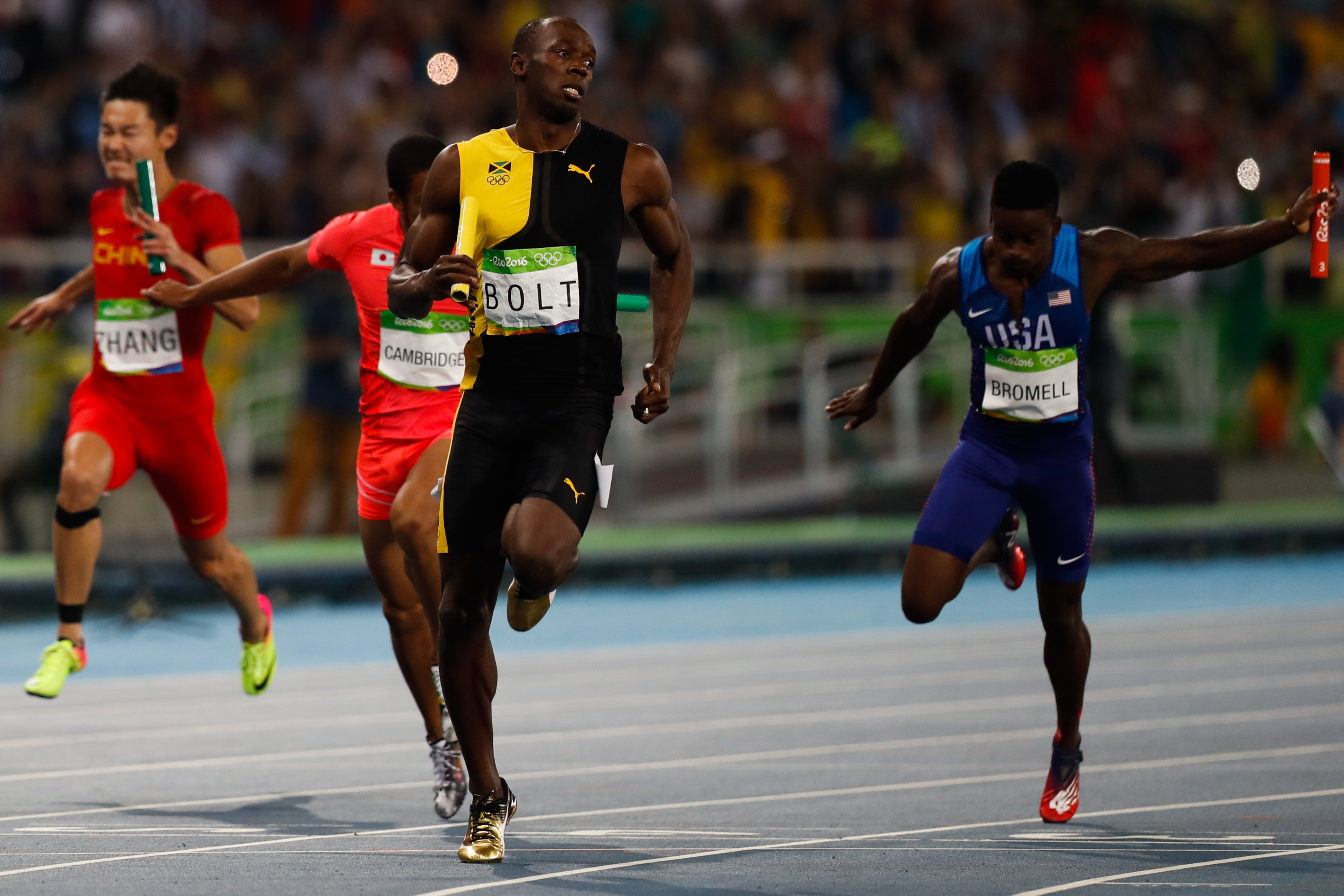
Zieleinlauf:
Usain Bolt (JAM, vorne), Asuka Cambridge (JPN, dahinter) und Trayvon Bromell (USA), Zhang Peimeng (CHN, links)

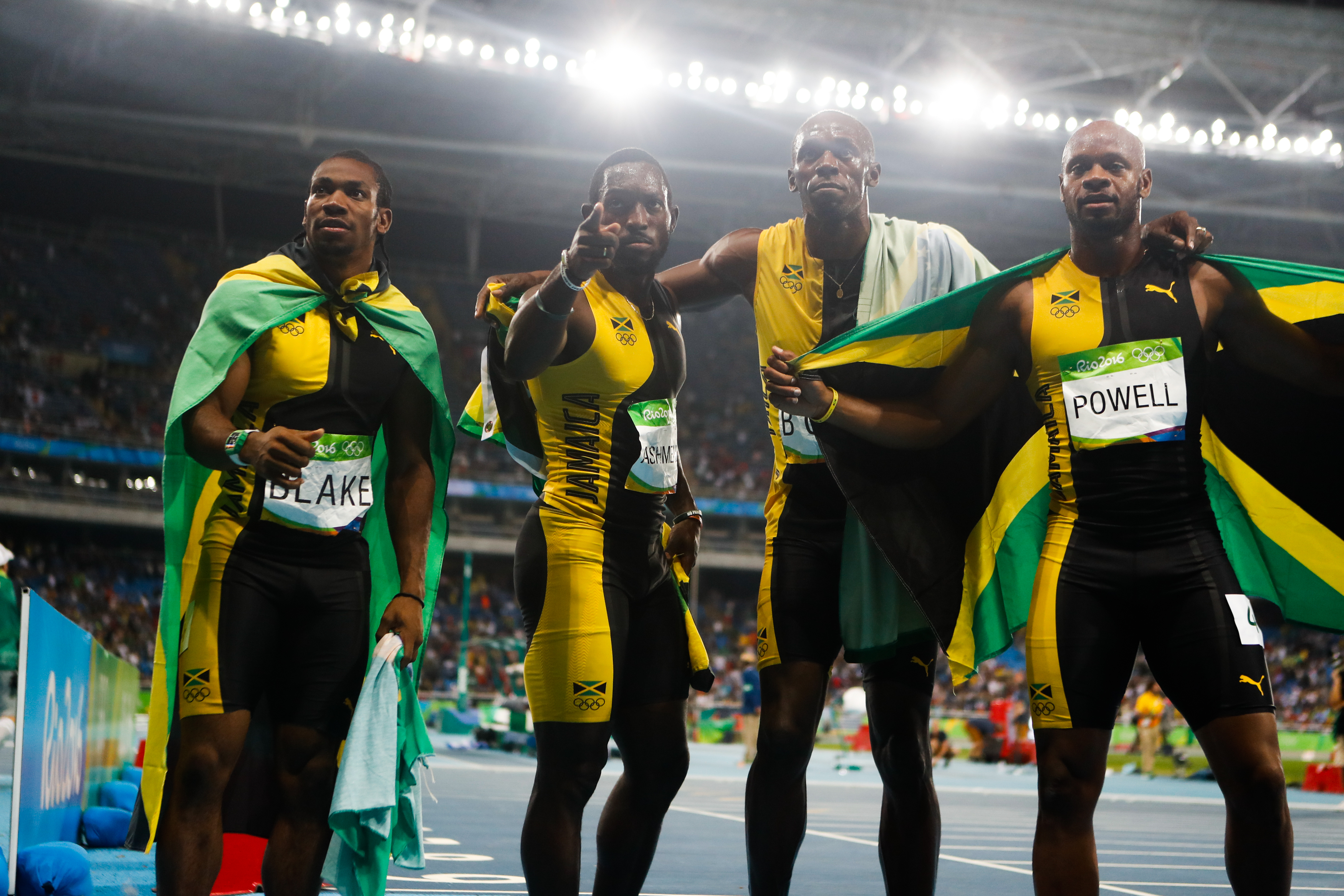
Die siegreiche Staffel Jamaikas (v. l. n. r.):
Yohan Blake, Nickel Ashmeade, Usain Bolt und Asafa Powell

Die Staffel Jamaikas war als Olympiasieger von 2012, amtierender Weltmeister und Weltrekordhalter die favorisierte Mannschaft. Als Herausforderer galten die US-Amerikaner. Das Team aus Großbritannien ging als Inhaber der Jahresweltbestzeit mit guten Medaillenaussichten an den Start.
Gegenüber den Vorläufen gab es folgende Besetzungsänderungen:
- Jamaika – Yohan Blake für Jevaughn Minzie und Usain Bolt für Kemar Bailey-Cole
- Kanada – Andre De Grasse für Mobolade Ajomale
- Großbritannien – Adam Gemili für Chijindu Ujah
- USA – Justin Gatlin für Christian Coleman und Trayvon Bromell für Jarrison Lawson

Im Finale hatten die USA und Jamaika einen guten Start. Auch die Japaner kamen gut aus den Blöcken. Jamaika und USA führten beim ersten Wechsel, beim zweiten war Jamaika alleine vorn, während die USA und Japan gleichauf dahinter lagen. In der Kurve schien es, als ob der japanische Läufer Boden gegenüber den USA und auch Jamaika gutmache. Doch vor dem letzten Wechsel führte weiterhin Jamaika vor den USA und Japan, gefolgt von China, Kanada, Großbritannien sowie Trinidad und Tobago. Anschließend vergrößerte Schlussläufer Usain Bolt den Vorsprung der Jamaikaner auf mittlerweile zwei Meter. Der Japaner Asuka Cambridge konnte am US-Amerikaner Trayvon Bromell vorbeiziehen. Jamaika gewann schließlich unangefochten mit 33 Hundertstelsekunden Vorsprung auf Japan. Auch Bromells verzweifelter letzter Sprung über die Ziellinie brachte der US-Staffel nichts ein, sie blieb Dritter vor den Kanadiern, den Chinesen und der Mannschaft Großbritanniens. Aber bei diesem Resultat blieb es nicht.
Nach dem Rennen wurden zwei Teams disqualifiziert:
- Trinidad und Tobago – Grund: Bahnübertretung
- USA – Grund: Wechselfehler

So rutschte Kanada mit neuem Landesrekord auf den Bronzerang, die weiteren betroffenen Staffeln rückten jeweils entsprechend nach vorne.
Jamaika gewann die dritte Goldmedaille in Folge. Für Schlussläufer Usain Bolt war es die achte Goldmedaille bei drei Olympischen Spielen. Damit lag er zusammen mit dem US-Amerikaner Ray Ewry auf Platz drei der erfolgreichsten Leichtathleten. Nur der Finne Paavo Nurmi mit neun Gold- und drei Silbermedaillen sowie der US-Athlet Carl Lewis mit ebenfalls neun Goldmedaillen und einer Silbermedaille waren noch erfolgreicher. Außerdem gelangen Bolt bei seinen Teilnahmen an den Olympischen Spielen 2008, 2012 und 2016 zwei Dreifacherfolge in zwei verschiedenen Disziplinen in Serie – 100 und 200 Meter. Darüber hinaus war er an zwei Erfolgen der jamaikanischen 4-mal-100-Meter-Staffel beteiligt.
Japan gewann die erste Medaille überhaupt in einer Sprintstaffel.

## Videolinks
- Usain Bolt's last Olympic race, Throwback Thursday, youtube.com, abgerufen am 30. April 2022
- Usain Bolt Final 4×100 at Rio Olympics 2016, youtube.com, abgerufen am 30. April 2022